# 沼田麝香

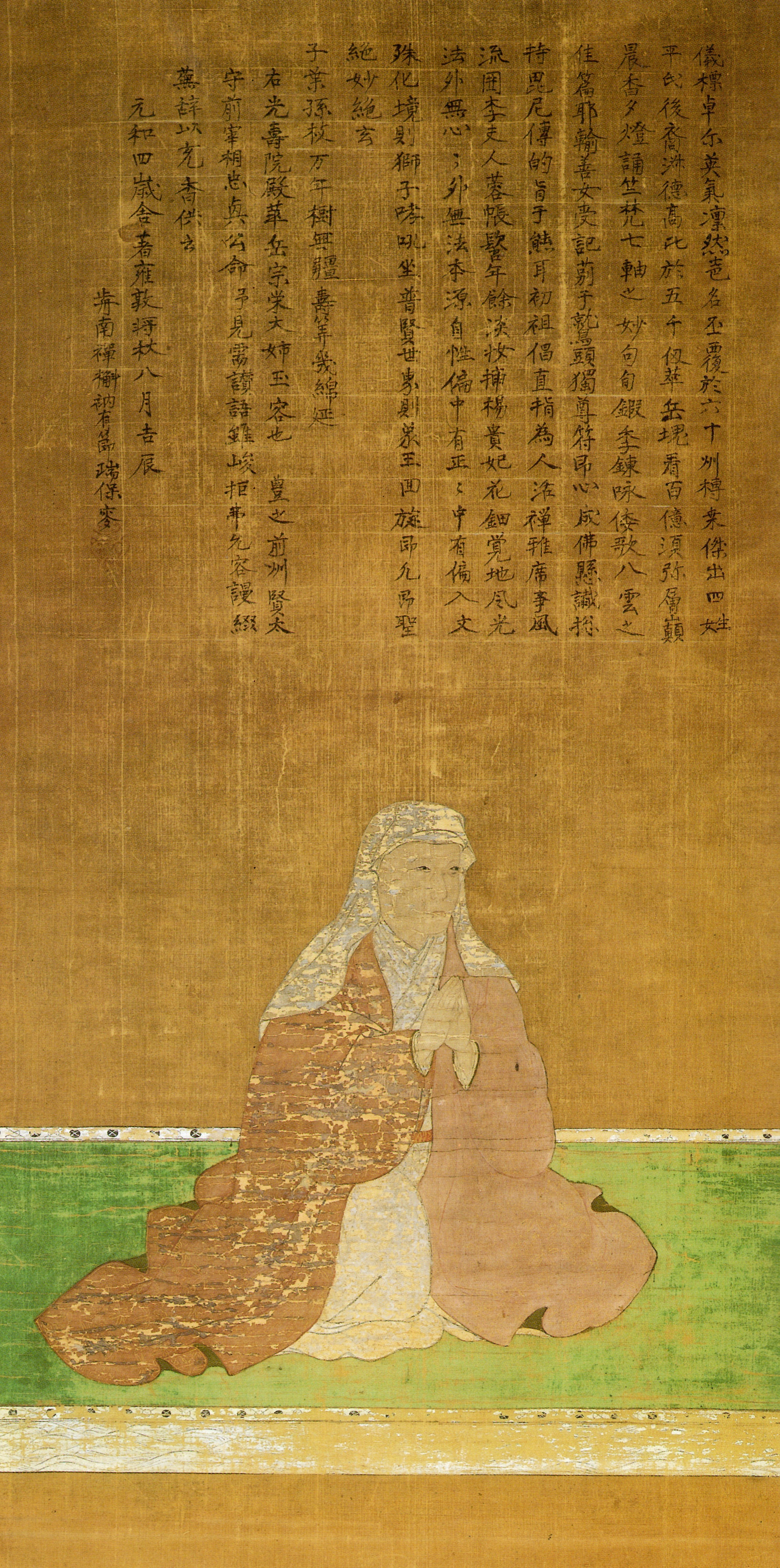
細川幽斎夫人像

沼田 麝香（ぬまた じゃこう、天文13年（1544年） - 元和4年7月26日（1618年9月14日））は、戦国時代の女性。細川藤孝（幽斎）の正室。父は若狭国熊川城主沼田光兼。

## 生涯
永禄5年（1562年）頃に藤孝に嫁いだ。永禄6年（1563年）に嫡子・忠興を出産。藤孝は側室、妾を持たず、その後も麝香との間に興元、伊也、幸隆、於千、孝之、加賀子、小栗らを生んだ。
慶長5年（1600年）、忠興の正室・ガラシャが西軍の人質となるのを拒み自害（小笠原少斎に胸を突かせたとも）。その行動に影響を受けて、翌年、洗礼を受けることとなる。
また、この年の田辺城の戦いにおいては息子の留守を守るため、具足を付け夫ともに奮戦した。
慶長6年（1601年）に息子忠興の家臣小倉入部に影響され受洗。洗礼名はマリア。通称は夫の苗字を洗礼名の上に付け細川マリアと呼ばれる。
元和4年（1618年）7月26日に死去。享年75。戒名は光寿院殿華岳宗英大禅定尼。墓所は京都市左京区南禅寺天授院。なお、肖像画は3種類存在する。

## 一族
- 父：沼田光兼
- 夫：細川藤孝
- 子女
  - 細川忠興
  - 細川興元
  - 細川伊也 - 永禄11年（1568年） - 慶安4年（1651年）、一色義有・吉田兼治の正室。戒名は浄勝院雄誉英光大姉。
  - 細川幸隆
  - 於千 - 長岡孝以、小笠原長良の正室
  - 細川孝之
  - 加賀子 - 木下延俊の正室
  - 小栗 - 長岡好重の正室